# Narsarmijit
Narsarmijit (německy Friedrichsthal, dánský Frederiksdal, grónsky Narsarmiut a do roku 2018 Narsaq Kujalleq [nɑsːɑq kujaɬːɜq],  je osada v jižním Grónsku v kraji Kujalleq, blízko mysu Thorvaldsen. V roce 2017 tu žilo 79 obyvatel. Jedná se o nejjižnější město v Grónsku, takže sem kvůli teplejšímu klimatu občas migrují Inuité ze severních částí Grónska.
Do 31. prosince 2008 osada patřila do okresu Nanortalik. Poté, co okres přestal kvůli správní reformě dne 1. ledna 2009 existovat, osada se stala součástí kraje Kujalleq.

## Historie
V roce 1824 zde založili Moravští bratři misijní stanici, kterou nazvali Friedrichsthal. Jednalo se o čtvrtou misijní stanici Moravanů v Grónsku – po Neu-Herrnhu, Lichtenfelsu a Lichtenau. Toto místo bylo vybráno Konradem Kleinschmidtem v roce 1822. Německý a dánský název místa je odvozen od jména dánského krále Friedricha VI.  První dva roky žili misionáři v domě Tunumiitů, než se mohli v roce 1826 přestěhovat do sborového domu, který si postavili na ruinách středověkého obydlí. Wilhelm August Graah popsal v roce 1828 misijní stanici  jako nejkrásnější osadu Grónska. Moravané působili v Grónsku do 26. března 1900, kdy po státní reformě byly jejich misionářské stanice předány dánským luteránským farnostem.

## Geografie
Narsarmijit je nejjižnější osada v Grónsku, která se nachází přibližně 50 km severně od mysu Farvel na jižním cípu Grónska.

## Doprava
Poblíže osady se nachází heliport Narsarmijit. Air Greenland s vrtulníky, které létají do Nanortaliku, Qaqortoqu a Narsarsuaqu.

## Počet obyvatel
Většina měst a osad v jižním Grónsku vykazuje v posledních dvou desetiletích pokles počtu obyvatel. Oproti roku 1990 se počet obyvatel Narsarmijitu snížil téměř o polovinu a v porovnání s rokem 2000 o téměř o čtvrtinu.